# موش صحرایی کشمیر
موش صحرایی کشمیر (نام علمی: Apodemus rusiges) نام یک گونه از تیره موشان است.